# グナエウス・コルネリウス・ドラベッラ (紀元前81年の執政官)
グナエウス・コルネリウス・ドラベッラ（ラテン語: Marcus Tullius Decula、 生没年不詳）は紀元前1世紀初期の共和政ローマの政治家。紀元前81年に執政官（コンスル）を務めた。

## 出自
パトリキ（貴族）であるコルネリウス氏族の出身。ドラベッラというコグノーメン（第三名、家族名）が確認できるのは紀元前283年の執政官プブリウス・コルネリウス・ドラベッラが最初である。コグノーメンはラテン語の「dolabra」（斧）に由来すると思われる。
カピトリヌスのファスティによれば、ドラベッラの父も祖父もプラエノーメン（第一名、個人名）はグナエウスである。ドイツの歴史学者V. ドルマンは、祖父グナエウスは紀元前159年の執政官、父グナエウスは紀元前100年に反乱を起こして殺害されたポプラレス（民衆派）の護民官ルキウス・アップレイウス・サトゥルニヌスとともに殺害された人物と考えている。またオロシウスはこのグナエウスとサトゥルニヌスを兄弟と呼んでいるが、詳しい関係は不明である。

## 経歴
ドラベッラに関する最初の記録は、紀元前83年から紀元前82年にかけてのローマ内戦時のものである。ドラベッラは同族であるルキウス・コルネリウス・スッラ隷下の将軍であった。スッラは小マリウスとのシグニアでの戦いの前に、遠くに野営していたドラベッラを呼び戻そうとしている。紀元前82年11月のコリナ門の戦いには、ドラベッラも参加した。戦闘前日に、ドラベッラはスッラに対し、兵を休息させるように切実に懇願したが、スッラは聞き入れなかった。
内戦に勝利したスッラは終身独裁官となった。そして勝利に貢献したことに報いるために、12月の執政官選挙にドラベッラを立候補させた。この選挙はスッラの意向を反映したもので、ドラベッラは当選し紀元前81年の執政官を務めることになった。同僚執政官はマルクス・トゥッリウス・デクラであった。歴史学者A. エゴロフは、ドラベッラを「スッラ政権の柱の一人」と呼んでいる。
この政権の特徴は、執政官に加えて独裁官としてスッラが実際の権力を握っていたことである。翌年ドラベッラはプロコンスル（前執政官）権限でマケドニア属州総督を務め、北方のトラキア人に勝利した。紀元前78年にローマに戻り、凱旋式を挙行している。
その後すぐ、ドラベッラは政治キャリアを歩み始めたばかりの、若きカエサル（このとき20代前半）から、総督時代の権力乱用で告発された。タキトゥスはこれを紀元前79年としているが、現代の研究者はスエトニウスが言う紀元前77年が正しいと考えている。このときドラベッラを弁護したのは、当時最高の弁論家とみなされていたガイウス・アウレリウス・コッタ（後の紀元前75年執政官）とクィントゥス・ホルテンシウス・ホルタルス（後の紀元前69年執政官）であった。この裁判の詳細は不明であるが、歴史学者A. イェゴロフはその規模と社会的意義において、ウェッレス弾劾裁判に匹敵するものであったとしている。アウルス・ゲッリウスはカエサルの「初めての演説」に言及しており、少なくとも数回の公判があったようだ。ドラベッラは自身の無罪を確信しており、挑戦的で、告発者に対して攻撃的な態度を見せたが、最終的には無罪になった。このときのカエサルの弁論は出版され、ロングセラーとなった。
裁判後のドラベッラに関する記録はない。無罪にはなったものの、政治生命は終わったと考えられる。

## 参考資料

### 古代の資料
- アウルス・ゲッリウス『アッティカ夜話』
- カピトリヌスのファスティ
- タキトゥス『雄弁家についての対話』
- プルタルコス『対比列伝』
- ガイウス・スエトニウス・トランクィッルス『皇帝伝』

### 研究書
- Broughton T. Magistrates of the Roman Republic. - New York, 1952. - Vol. II. - P. 558.
- Egorov A. Julius Caesar. Political biography. - SPb. : Nestor-History, 2014 .-- 548 p. - ISBN 978-5-4469-0389-4 .
- Drumann W. Geschichte Roms in seinem Übergange von der republikanischen zur monarchischen Verfassung oder Pompeius, Caesar, Cicero und ihre Zeitgenossen. Hildesheim, 1964.
- Münzer F. Cornelius 134 // Paulys Realencyclopädie der classischen Altertumswissenschaft . - 1900 .-- T. VII . - S. 1297 .